# 海迪·迪特黑尔姆·格贝尔
海迪·迪特黑尔姆·格贝尔（德語：Heidi Diethelm Gerber，1969年3月20日—）生于图尔高州明斯特林根，是一名瑞士女子射击运动员，主攻手枪项目。她在2002年时开始练习射击，2008年加入国家队，开始参加比赛，2014年她辞去原有的工作，成为一名职业运动员，同年获得个人运动生涯的首个世界杯分站赛冠军。她的个人教练Ernst Gerber同时也是其丈夫，两人育有一子。